# Коротченко, Александр Демьянович
Алекса́ндр Демья́нович Коро́тченко (23 февраля 1922, Новгород-Северский — 19 августа 1990, Киев) — советский военный лётчик и военачальник, генерал-полковник авиации (16.12.1982). Председатель Центрального комитета Добровольного общества содействия армии, авиации и флоту Украинской ССР (ДОСААФ) (1978—1987).
Депутат Верховного Совета УССР 10-11 созывов.

## Биография
Родился 1922 года в городе Новгород-Северский ныне Черниговской области. Украинец. Отец — Коротченко Демьян Сергеевич — председатель Президиума Верховного Совета УССР. Мать — Коротченко Полина Афанасьевна.
В 1941 году добровольно вступил в ряды РККА, окончил военную авиационную школу летчиков. На фронтах Великой Отечественной войны с 29 июля 1943 года. В составе 429-го истребительного авиационного полка принимал участие в обороне Москвы. Член ВКП(б) с 1943 года. С мая 1944 года гвардии лейтенант А. Д. Коротченко — старший летчик 146-го гвардейского истребительного авиационного полка (9-й истребительный авиационный корпус ВВС Юго-Западного округа ПВО).
Окончил Военно-воздушную академию и Военную академию Генерального штаба ВС СССР.
С 15.04.1953 по 11.10.1956 — командир 146-го гвардейского истребительного авиационного полка (в/ч 23234), майор
Командовал 19-й дивизией противовоздушной обороны.
С 1966 по 1967 — командующий 28-го корпуса противовоздушной обороны (ПВО) СССР в Львовской области, генерал-майор авиации.
С 1967 по 1970 — 1-й заместитель командующего 8-й отдельной армии противовоздушной обороны.
С 1978 по 1987 возглавлял Центральный комитет Добровольного общества содействия армии, авиации и флота УССР (ДОСААФ), генерал-полковник авиации.
Был депутатом Верховного Совета Украинской ССР 10-го созыва и 11-го созыва.
Скоончался 19 августа 1990 года. Похоронен на Байковом кладбище Киева.

## Награды
Награжден рядом государственных наград СССР, в том числе орденом Отечественной войны 2-й степени (13.08.1945).

## Автор трудов
- Коротченко А. Д. «Передовое — в практику работы». — М.: Изд-во ДОСААФ, 1982[5]